# Димовий газ

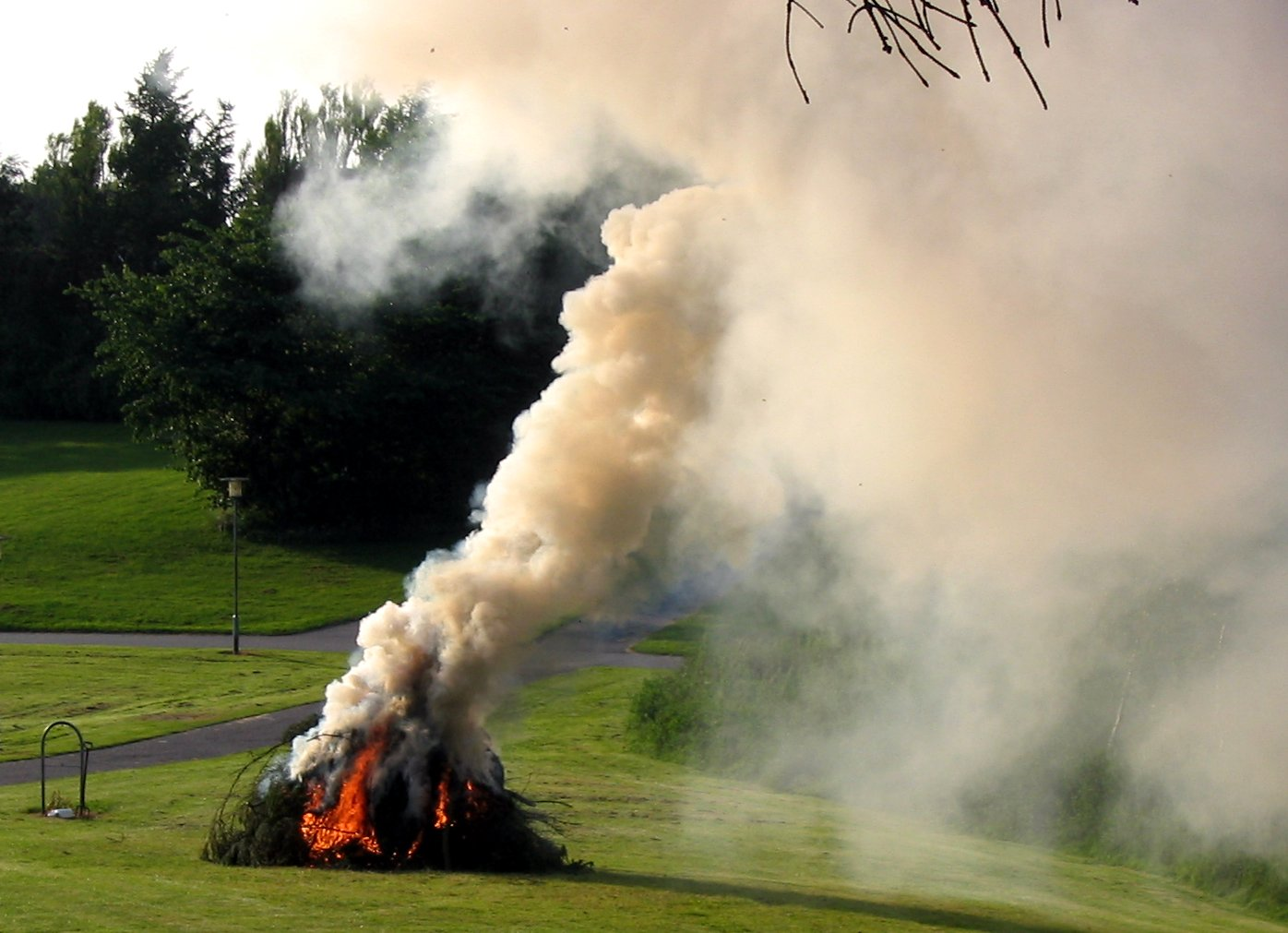
Димовий газ вогнища.

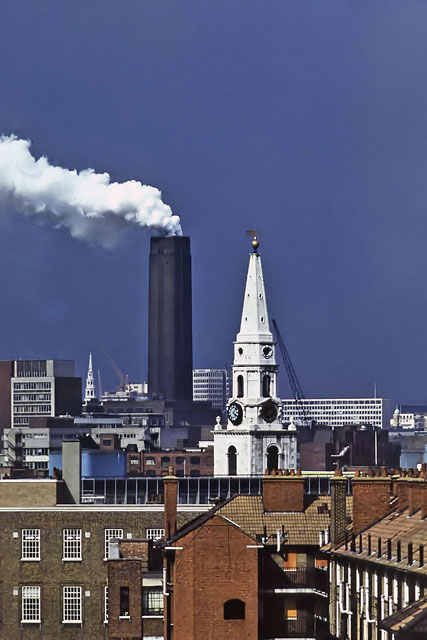
Димовий газ Лондонської Бенксідської Електростанції, 1975

Димовий газ (рос. дымовой газ; англ. flue gas; нім. Rauchgas n) — газ, який виділяється джерелом забруднення в процесі згоряння палива. ГОСТ 17.2.1.04-77.
Димовий газ — це газ, що виходить у атмосферу через димохід, тобто трубу або канал для транспортування вихлопних газів з каміна, духовки, печі, котла або парогенератора. Його склад залежить від того, що спалюється, але, як правило, складається переважно з азоту (зазвичай більше двох третин), одержуваних від спалювання повітря, вуглекислого газу і водяної пари, а також надлишку кисню. Він також містить невеликий відсоток ряду забруднюючих речовин, таких як, наприклад сажа, монооксид вуглецю, оксид азоту і оксид сірки.
На електростанціях димовий газ часто обробляється рядом хімічних процесів і скруберів, які видаляють забруднюючі речовини. Електростатичні фільтри або тканинні фільтри, що видаляють частинки та десульфурація димових газів, фіксують діоксид сірки, який утворюється при спалюванні викопного палива, зокрема вугілля. Оксиди азоту обробляються або шляхом модифікації процесу згоряння, щоб запобігти їх утворенню, або при високій температурі або каталітичній реакції з аміаком або сечовиною. В обох випадках мета полягає в тому, щоб виробляти газ азот, а не оксиди азоту. У Сполучених Штатах впроваджено технології видалення ртуті з димових газів, як правило, шляхом абсорбції на сорбенти або захоплення в інертних твердих тілах, а також десульфурація димових газів. Таке очищення може призвести до значного відновлення сірки для подальшого промислового використання.